# Novo Jelezare, Plovdiv
Novo Jelezare (în bulgară Ново Железаре) este un sat în comuna Hisarea, regiunea Plovdiv,  Bulgaria. 

## Demografie
Componența etnică a satului Novo Jelezare
     Bulgari (94,77%)
     Romi (3,83%)
     Nicio identificare (1,39%)
     Altele (0%)
La recensământul din 2011, populația satului Novo Jelezare era de 287 locuitori. Din punct de vedere etnic, majoritatea locuitorilor (94,77%) erau bulgari, cu o minoritate de romi (3,83%). Pentru 1,39% din locuitori nu este cunoscută apartenența etnică.